# Ai Takahashi
Ai Takahashi (高桥爱, Takahashi Ai, 14 de setembro de 1986) é uma cantora pop japonesa associada ao Hello! Project, foi cantora por muito tempo do grupo  Morning Musume, onde ela foi líder por 5 anos, antigo membro do subgrupo Mini Moni, e, mais recentemente, graduou-se do Morning Musume com 25 anos , passando assim 10 anos no Morning Musume.

## Biografia

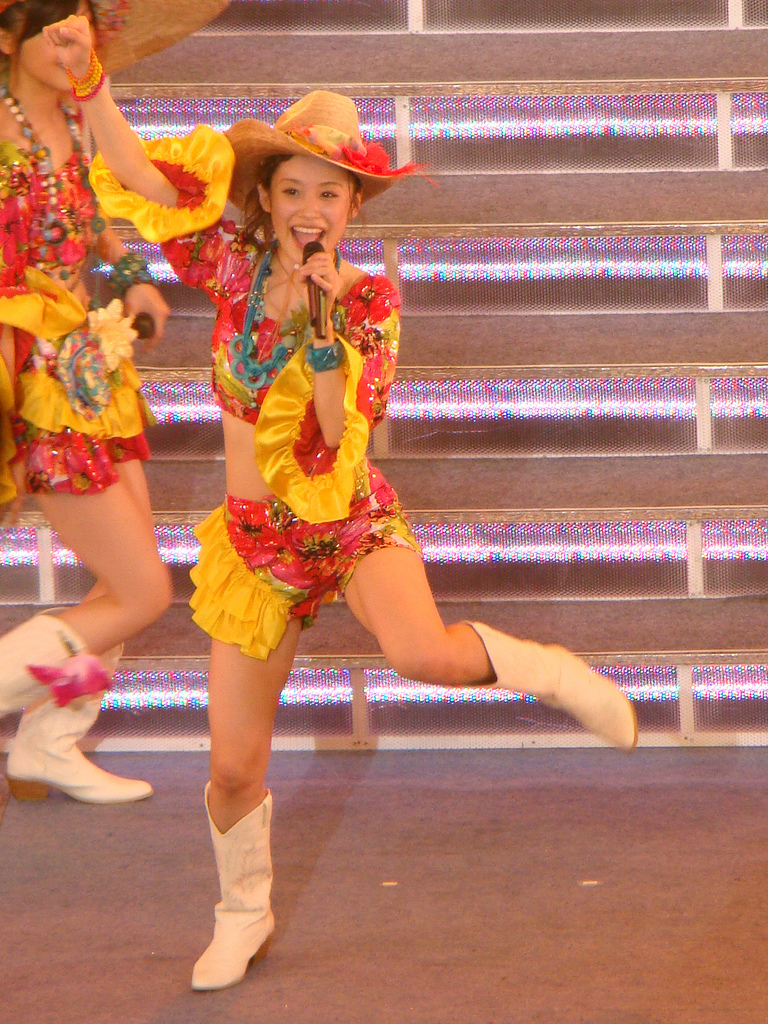

Ai Takahashi juntou-se ao grupo Morning Musume, em 2001, como parte da quinta geração do grupo, junto com Ogawa Makoto, Konno Asami, e Niigaki Risa. O produtor das Morning Musume, Tsunku, afirmou que escolhera Takahashi pela sua habilidade vocal. O primeiro single em que apareceu enquanto membro do grupo foi "Mr. Moonlight ~Ai no Big Band~", e o primeiro álbum foi "4th Ikimasshoi!".
No inicio, a sua pronúncia de Fukui, gerou alguns comentários em entrevistas de televisão e por outros membros do Hello! Project.  Com o passar do tempo, após ter se mudado para Tóquio  e ter aulas de treino da voz, perdeu a sua pronúncia. No single “Joshi Kashimashi Monogatari”, há uma parte que fala na sua prenuncia e diz que quando ela está nervosa, Takahashi ainda deixa escapar a prenuncia de Fukui.
Em Setembro de 2002, os membros da Quinta Geração das Morning Musume foram colocadas em diferentes subgrupos. Konno Asami e Niigaki Risa foram colocadas no grupo Tanpopo, Ogawa Mokoto foi colocada no PucchiMoni e Takahashi Ai foi colocada no grupo Minimoni. A entrada no Grupo Minimoni valeu-lhe a presença no filme Minimoni ja Movie: Okashi na Daibouken!, que explicava a razão pelo qual Takahashi tinha sido escolhida para entrar no grupo.
Mais tarde, em 2003, entrou para o grupo Morning Musume Sakura Gumi, que foi criado pois o grupo das Morning Musume estava demasiado extenso na época e não conseguia ter concertos em cidades mais pequenas.  O grupo realizou dois singles, Hare Ame Nochi Suki e Sakura Mankai e ficou inactivo.
Após a Graduação da líder Yoshizawa Hitomi, no dia 6 de maio de 2007, Fujimoto Miki se tornou líder e Takahashi Ai, sub-líder, após a saída repentina da Fujimoto Miki, Takahashi Ai se tornou líder e Niigaki Risa a sub-líder. Sendo a atual líder do Morning Musume.
Em 2008, Takahashi se tornou membro de uma nova Unit, High-King, um grupo criado para promover Cinderella O Musical estrelado pelas Morning Musume, no qual Takahashi interpreta a personagem principal.
Apesar de Takahashi ter recebido bastante atenção no single “Do it! Now”, foi a partir do single “THE Manpower!” que começou a ficar mais predominante nos singles recebendo a posição de líder nos singles que as Morning Musume tem realizado actualmente.
Em janeiro de 2009, ela e Niigaki Risa se tornaram as integrantes que percistiram mais tempo nas Morning Musume. Ela é também um dos quatro membros a permanecer no grupo de sete anos ou mais (os outros são Iida Kaori, Yoshizawa Hitomi e Niigaki Risa) e juntamente com Niigaki Risa as únicas a permanecer por 8 anos com as Morning Musume.
Em 1 de fevereiro de 2009, durante o "Hello! Pro Award '09 ~ Elder Club Sotsugyo Kinen Especial ~" concerto realizado no Yokohama Arena, Yuko Nakazawa passou em sua posição de liderança em Hello! Project para Takahashi Ai.
A 9 de janeiro de 2011 durante o concerto "Hello! Project 2011 WINTER～Kangei Shinsen Matsuri～" foi anunciado que Takahashi, depois de permanecer o grupo durante 11 anos, iria graduar do Hello! Project e das Morning Musume.
Em 29 de setembro de 2011, Takahashi Ai se graduou do grupo Morning Musume e da Hello! Project, passando a liderança para Niigaki Risa e foi nomeada embaixadora de sua cidade, Fukui.

## Discografia

### Singles Digitais
- [2006.07.02] Yume Kara Samete (夢から醒めて)

### DVDs
- [2003.12.17] Alo Hello! Takahashi Ai DVD
- [2007.04.11] Love Hello! Takahashi Ai DVD
- [2009.06.17] I.
- [2010.06.02] Figure

### Photobooks
- [2002.08.16] 5 (Takahashi Ai, Konno Asami, Ogawa Makoto, Niigaki Risa)
- [2002.12.09] Takahashi Ai (高橋愛)
- [2003.12.17] Alo Hello! Takahashi Ai Photobook (アロハロ! 高橋愛写真集)
- [2004.05.27] Wataame (わたあめ)
- [2005.06.25] Aigokoro (愛ごころ)
- [2006.01.27] 19
- [2006.10.27] ai
- [2007.03.14] Love Hello! Takahashi Ai in Phuket (ラブハロ!高橋愛inプーケット)
- [2007.10.26] Mizu (水)
- [2008.05.26] Mou Hitotsu no Ai (もうひとつの愛)
- [2009.05.23] Watashi (私)
- [2010.05.27] Katachi (形)

## Trabalhos

### Filmografia
- [2002] Tokkaekko (とっかえっ娘。)
- [2003] Minimoni ja Movie Okashi na Daibouken! (ミニモニ。じゃムービーお菓子な大冒険！)
- [2002] Koinu Dan no Monogatari (子犬ダンの物語)

### Dramas
- [2002] Angel Hearts
- [2002] Ore ga Aitsu de Aitsu ga Ore de (おれがあいつであいつがおれで)
- [2004] Minimoni de Bremen no Ongakutai (ミニモニ。でブレーメンの音楽隊)
- [2006] Tenka Souran ~ Tokugawa Sandai no Inmou (天下騒乱〜徳川三代の陰謀)
- [2006] Doutoku Joshi Tandai Ecoken (道徳女子短大エコ研)
- [2008] Hitmaker Aku Yu Monogatari (ヒットメーカー　阿久悠物語)
- [2009] Q.E.D. Shoumei Shuuryou (Q.E.D. 証明終了)
- [2010] Hanbun Esper(半分エスパー)

### Rádio
- [2003–] Young Town Douyoubi (ヤングタウン土曜日)
- [2009–2010] Takahashi Ai no Ichigo Ichie (苺いちえ)
- [2010–] FIVE STARS

### Teatro
- [2006] Ribbon no Kishi: The Musical (リッボンの騎士ザ・ミュージカル)
- [2008] Cinderella the Musical (シンデレラ the ミュージカル)
- [2009] Ojigi de Shape Up! (おじぎでシェイプアップ!)
- [2010] FASHIONABLE
- [2011] Eraser in My Head